# 존 J. 라일리
존 제이콥 라일리(John Jacob Riley, 1895년 2월 1일 ~ 1962년 1월 1일)는 미국의 정치인이다. 배우자는 코린 보이드 라일리는 미국 연방하원의원이었다.

## 학력
- 워포드 대학

## 경력
- 1945.01 ~ 1949.01 제79·80대 미국 사우스캐롤라이나 제2선거구 연방하원의원
- 1951.01 ~ 1962.01 제82·83·84·85·86·87대 미국 사우스캐롤라이나 제2선거구 연방하원의원

## 역대 선거 결과
| 선거명      | 직책명                                | 대수 | 정당   | 득표율  | 득표수   | 결과 | 당락                             |
| ----------- | ------------------------------------- | ---- | ------ | ------- | -------- | ---- | -------------------------------- |
| 1944년 선거 | 하원의원 (사우스캐롤라이나 제2선거구) | 79대 | 민주당 | 97.98%  | 19,342표 | 1위  | 사우스캐롤라이나주 하원의원 당선 |
| 1946년 선거 | 하원의원 (사우스캐롤라이나 제2선거구) | 80대 | 민주당 | 97.98%  | 19,342표 | 1위  | 사우스캐롤라이나주 하원의원 당선 |
| 1950년 선거 | 하원의원 (사우스캐롤라이나 제2선거구) | 82대 | 민주당 | 99.97%  | 9,747표  | 1위  | 사우스캐롤라이나주 하원의원 당선 |
| 1952년 선거 | 하원의원 (사우스캐롤라이나 제2선거구) | 83대 | 민주당 | 99.98%  | 42,201표 | 1위  | 사우스캐롤라이나주 하원의원 당선 |
| 1954년 선거 | 하원의원 (사우스캐롤라이나 제2선거구) | 84대 | 민주당 | 97.69%  | 44,484표 | 1위  | 사우스캐롤라이나주 하원의원 당선 |
| 1956년 선거 | 하원의원 (사우스캐롤라이나 제2선거구) | 85대 | 민주당 | 99.99%  | 49,284표 | 1위  | 사우스캐롤라이나주 하원의원 당선 |
| 1958년 선거 | 하원의원 (사우스캐롤라이나 제2선거구) | 86대 | 민주당 | 100.00% | 13,677표 | 1위  | 사우스캐롤라이나주 하원의원 당선 |
| 1960년 선거 | 하원의원 (사우스캐롤라이나 제2선거구) | 87대 | 민주당 | 100.00% | 63,207표 | 1위  | 사우스캐롤라이나주 하원의원 당선 |